# Micropteropus intermedius
Il pipistrello della frutta dalle spalline nano di Hayman (Micropteropus intermedius  Hayman, 1963) è un pipistrello appartenente alla famiglia degli Pteropodidi, endemico dell'Africa centrale.

## Descrizione

### Dimensioni
Pipistrello di medie dimensioni con la lunghezza dell'avambraccio tra 57 e 67 mm, la lunghezza della coda tra 3 e 5 mm, la lunghezza del piede tra 16 e 18 mm e la lunghezza delle orecchie tra 14,3 e 17 mm.

### Aspetto
La pelliccia è moderatamente lunga e soffice. Il colore generale del corpo è marrone chiaro, più scuro ventralmente lungo i fianchi e con la base dei peli dorsali più scura. Sono presenti nei maschi delle spalline formate da lunghi ciuffi di peli bianchi. La testa è arrotondata, il muso è corto, smussato, gli occhi sono grandi. Le orecchie sono rotonde, prive di peli e con delle macchie bianche alla base posteriore. Le ali sono marroni ed attaccate posteriormente alla base del secondo dito. La coda è rudimentale, l'uropatagio è ridotto ad una sottile membrana lungo la parte interna degli arti inferiori. Il calcar è corto. Sono presenti 6 creste palatali, con la prima ben sviluppata e a forma di V mentre la seconda e la terza sono ridotte o assenti.

## Biologia

### Comportamento
Un esemplare nella Repubblica Democratica del Congo è stato catturato sotto una roccia vicino all'entrata di una grotta.

### Riproduzione
Una femmina gravida con un feto è stata catturata tra giugno e luglio.

## Distribuzione e habitat
Questa specie è stata osservata in una località dell'Angola nord-orientale e in tre località della Repubblica Democratica del Congo meridionale.
Vive nelle Savane umide e negli habitat forestali a mosaico.

## Conservazione
La IUCN Red List, considerata l'assenza di informazioni recenti sull'Areale, le minacce e il proprio habitat, classifica M.intermedius come specie con dati insufficienti (DD).